# Терский сельсовет (Ставропольский край)
Те́рский сельсове́т — упразднённое сельское поселение в составе Будённовского района Ставропольского края России.
Административный центр — посёлок Терский.

## География
Находится в юго-восточной части Будённовского района.
Расстояние до г. Ставрополя — 275 км, до районного центра г. Будённовска — 55 км. Всего в ведение муниципального образования передано 180 га земли поселений, 959,1 га — земли сельскохозяйственного назначения (пашня), 148 га — земли сельскохозяйственного назначения (пастбища).

## История
История сельсовета началась с небольшого хутора, основанного помещиком Бабаниным, в котором жили и работали крестьяне.
В 1920 году началось активное заселение земель по реке Горькая Балка. Для крестьян было построено четыре больших корпуса, в которых позже жили рабочие мясомолочного совхоза Терский, созданного в ноябре 1929 года.
18 мая 1998 года Губернатор Ставропольского края постановил «Исключить в связи с переселением жителей в другие населённые пункты из учётных данных по Терскому сельсовету Будённовского района посёлок Кизлярский».
С 16 марта 2020 года, в соответствии с Законом Ставропольского края от 31 января 2020 г. № 5-кз, все муниципальные образования Будённовского муниципального района были преобразованы путём их объединения в единое муниципальное образование Будённовский муниципальный округ.
| 1989  | 2002  | 2010  | 2011  | 2012  | 2013  | 2014  |
| ----- | ----- | ----- | ----- | ----- | ----- | ----- |
| 2040  | ↘1656 | ↗1753 | ↘1621 | →1621 | ↘1615 | ↘1608 |
| 2015  | 2016  | 2017  | 2018  | 2019  | 2020  |       |
| ↘1596 | ↗1613 | ↗1621 | ↘1611 | ↗1619 | ↘1602 |       |

На площади 260,63 км² проживает 1,7 тысяч человек.

### Национальный состав
По итогам переписи населения 2010 года проживали следующие национальности (национальности менее 1 %, см. в сноске к строке «Другие»):
| Национальность | Численность | Процент |
| -------------- | ----------- | ------- |
| Русские        | 1325        | 75,58   |
| Даргинцы       | 281         | 16,03   |
| Аварцы         | 49          | 2,80    |
| Чеченцы        | 21          | 1,20    |
| Другие         | 77          | 4,39    |
| Итого          | 1753        | 100,00  |

## Состав поселения
- Кудрявый (посёлок) — 100[17]
- Луговой (посёлок) — 69[18]
- Терский (посёлок, административный центр) — 1107[19]

## Местное самоуправление
- Совет депутатов сельского поселения Терский сельсовет, состоит из 9 депутатов, избираемых на муниципальных выборах по одномандатным избирательным округам сроком на 5 лет.
- Администрация сельского поселения Терский сельсовет.

Главы муниципального образования:
- Батищев Сергей Михайлович (c апреля 2005 год на второй срок)
- Мирошникова Ольга Владимировна[20]

## Инфраструктура
Медицинское обслуживание населения осуществляет врачебная амбулатория и филиал аптеки. Имеются 6 торговых точек, парикмахерская, пекарня, сельская библиотека, газовый участок, ветеринарный участок, почтовое отделение связи, автозаправочная станция.

## Учебные заведения
Общеобразовательная школа на 450 мест, детский сад на 90 мест.

## Экономика
На территории сельсовета расположены свыше 50 предприятий, организаций. Сельскохозяйственное предприятие ЗАО «Терский» является бюджетообразующим предприятием, которое специализируется на производстве продукции растениеводства и животноводства. Работают 44 крестьянско-фермерских хозяйства, мукомольное производство ЧП «Багандов».